# Маловский сельсовет
Маловский сельсовет - сельское поселение в Ирбейском районе Красноярского края.
Административный центр - село Маловка.

## Население
| 2010 | 2012 | 2013 | 2014 | 2015 | 2016 | 2017 |
| ---- | ---- | ---- | ---- | ---- | ---- | ---- |
| 480  | ↘450 | ↘435 | ↘414 | ↗418 | ↘414 | ↗420 |

## Состав сельского поселения
В состав сельского поселения входят 2 населённых пункта:
| № | Населённый пункт | Тип населённого пункта       | Население |
| - | ---------------- | ---------------------------- | --------- |
| 1 | Коростелево      | деревня                      | 225       |
| 2 | Маловка          | село, административный центр | 255       |

## Местное самоуправление
Маловский сельский Совет депутатов
Дата избрания: 14.03.2010. Срок полномочий: 4 года. Количество депутатов: 7
Глава муниципального образования
- Куркин Владимир Ильич. Дата избрания: 14.03.2010. Срок полномочий: 4 года